# Фуникулёр Кабаташ—Таксим
Фуникулёр Кабаташ—Таксим — подземный фуникулёр в европейской части Стамбула, соединяющий приморский район Кабаташ с площадью Таксим в районе Бейоглу.

## Описание
Фуникулёр Кабаташ—Таксим (на транспортных схемах обозначается как F1) построен австрийско-швейцарской компанией Doppelmayr Garaventa. Оператор-перевозчик: компания Metro İstanbul.

## Станции
На линии находятся 2 станции:
- Кабаташ (Kabataş) — нижняя станция
- Таксим (Taksim) — верхняя станция

## Характеристики
На линии работают 2 состава по 2 вагона в каждом. В фуникулёре реализована однопутная схема с разъездом для составов посередине тоннеля.
- Перепад высот: 73 м
- Градиент трассы: от 5 до 22 %[2]
- Длина линии: 594 м
- Время в пути: 2,5 мин.
- Пропускная способность: 30 000 человек в день[1]

## Пересадки
Со станции Таксим на:
- линию метро M2.
- исторический трамвай T2 (Nostaljik Tramvay).

Со станции Кабаташ на:
- трамвай Т1.
- городские паромы İDO.
- в будущем — линию метро M7.